# مبارکه
مُبارَکه مرکز شهرستان مبارکه در استان اصفهان می‌باشد. این شهر در ۴۵ کیلومتری جنوبغرب شهر اصفهان قرار گرفته و به دلیل حجم بالای کشاورزی و تمرکز صنعت در آن از مهم‌ترین شهرهای استان اصفهان است. رودخانه زاینده رود از شمال غرب این شهر عبور می‌کند. مبارکه رتبه نخست صنعت و رتبه دوم کشاورزی استان اصفهان را دارد و به علت وسعت فضای سبز طبیعی و همچنین جنگل‌های مصنوعی ایجاد شده در آن به نگین سبز استان اصفهان شهرت یافته است.
مبارکه که در عهد صفوی به امین آباد شهرت داشته؛ در دو دهه اخیر از جمله شهرهای مهاجرپذیر استان اصفهان بوده است و جمعیت قابل توجهی از مهاجرانی که به خاطر کار در صنعت به این شهر آمده‌اند را در خود جای داده است. این شهر به خاطر وجود کارخانه‌های بزرگی همچون مجتمع فولاد مبارکه، صنایع هفتم تیر، صنایع پلی اکریل، سیمان سپاهان، چینی زرین ایران، قند نقش جهان و فراورده‌های نسوز ایران یکی از بزرگ‌ترین قطب‌های صنعتی ایران است.

## مردم‌شناسی
زبان
مردم مبارکه فارس بوده و به زبان فارسی تکلم‌ می نمایند. همچنین این شهر به واسطه وجود صنایع متعدد در شهرستان، جمعیتی از مهاجرین را از سایر شهرستان های استان اصفهان و نیز استان های مختلف کشور را در خود جای داده است.

### دین و مذهب
اکثر مردم شهر مبارکه مسلمان و پیرو مذهب شیعه هستند.
تمامی مراسم مهم شیعیان از جمله جشن نیمه شعبان، عزاداری‌های محرم، روزه‌داری در رمضان و دیگر مراسمات در این شهر صورت می‌گیرد.

## موقعیت جغرافیایی

مبارکه در بین شهرستان‌های استان اصفهان

مبارکه از دید جغرافیایی در درازای جغرافیایی ۵۱ درجه و ۳۰ دقیقه خاوری و پهنای جغرافیایی ۳۲ درجه و ۲۰ دقیقه شمالی گسترده شده است و بلندای آن از سطح دریا ۱۶۹۰ متر می‌باشد. توپوگرافی عمومی شهر به صورت دشت است و شیب عمومی آن عمدتاً از سمت جنوب به طرف شمال و از شرق به غرب می‌باشد.

## اقتصاد
در گذشته اقتصاد شهر به‌طور عمده تحت تأثیر کشاورزی بوده است اما امروزه با توجه به استقرار حجم بالایی از صنایع در شهرستان، اقتصاد این منطقه بیشتر تحت تأثیر صنعت قرار گرفته است.

### کشاورزی
با توجه به اینکه مبارکه در جوار زاینده رود قرار گرفته است از دیرباز کشاورزی در این منطقه رونق داشته است. در یک دهه اخیر خشکسالی گسترده کشور که زاینده رود را نیز تحت تأثیر قرار داده است باعث کاهش سطح زیر کشت زمین‌های کشاورزی این منطقه شده است. محصولات کشاورزی این شهر در سه دسته زراعی، باغی و گلخانه ای تقسیم می‌شوند.
- محصولات زراعی:

برنج محصول اصلی زراعی این شهر است که بصورت سنتی در شالیزارهای حاشیه زاینده رود کشت می‌شود. برنج این منطقه تحت عنوان برنج لنجان در استان اصفهان شهرت دارد. پس از برنج محصولاتی مثل گندم، جو، زعفران، آفتابگردان، سیب زمینی، پیاز، صیفی، علوفه، ارزن، زیره سبز و گلرنگ از دیگر محصولات عمده زراعی این شهر هستند.
- محصولات باغی:

مبارکه از تولیدکنندگان عمده محصولات باغی نظیر انگور، هلو، شلیل، زردآلو، به، انار، گیلاس، آلوچه، آلو، آلبالو و زیتون در استان اصفهان می‌باشد.
- محصولات گلخانه ای:

با توجه به تغییرات اقلیمی، گلخانه‌ها در یک دهه اخیر گسترش قابل توجهی در منطقه داشته‌اند و عمده محصولات تولیدی آن‌ها شامل گوجه فرنگی، خیار، فلفل، بادمجان و سبزیجات برگی می‌باشد.

### صنعت
در این شهر ۵۰۰ واحد صنعتی در حال فعالیت هستند که وجود این تعداد واحد صنعتی در یک مساحت محدود، مبارکه را به یکی از صنعتی‌ترین نقاط کشور تبدیل کرده است و رتبه نخست صنعت استان اصفهان را به آن اختصاص داده است.
گسترش صنعت در این منطقه وضعیت اقتصاد و اشتغال را بهبود بخشیده اما منجر به ایجاد مشکلات زیست‌محیطی، آلودگی هوا، گسترش بیماری و آسیب به منابع آبی و کشاورزی آن شده است.
شرکت فولاد مبارکه اصفهان، بزرگ‌ترین واحد صنعتی خصوصی در ایران و بزرگ‌ترین مجتمع تولید فولاد در ایران در جنوب غربی این شهر واقع شده است.
شهرک صنعتی مبارکه یکی از ۵ شهرک صنعتی بزرگ و مهم استان اصفهان است که با مساحت ۴۲۶ هکتار دارای ۳۶۳ واحد صنعتی فعال و ۵۱ واحد خدماتی می‌باشد.
از جمله بزرگ‌ترین واحدهای صنعتی مبارکه شامل:
- مجتمع فولاد مبارکه
- کارخانه سیمان سپاهان
- صنایع هفتم تیر
- فراورده‌های نسوز ایران
- صنایع پلی اکریل
- چینی زرین ایران
- کارخانه قند نقش جهان
- فولاد ماهان سپاهان
- مجتمع فولاد آلیاژی اصفهان

می‌باشد.

### هتل‌ها
مبارکه دارای دو هتل و یک مهمانپذیر می‌باشد:
- هتل سه ستاره پردیس
- هتل کوهستان
- مهمانپذیر قصر

### ره آوردها
گز، پولکی و نبات سه ره آورد اصلی مبارکه می‌باشند که در تولیدی‌های متعددی در سطح شهر تولید می‌شوند. همچنین برنج لنجان که محصول اصلی کشاورزی مبارکه است از دیگر ره آوردهای این شهر می‌باشد.

## آب و هوا
آب و هوای شهر از یک طرف تحت تأثیر آب و هوای سرد رشته کوه زاگرس و منطقهٔ چهارمحال و بختیاری و از طرف دیگر تحت تأثیر هوای گرم و خشک دشت‌های مرکزی ایران قرار دارد. عبور رودخانهٔ زاینده رود از شمال این شهر باعث اعتدال آب وهوای آن گشته است و نظم فصول چهارگانه در آن محسوس است. در فصل زمستان حرکت تودهٔ هوای سرد و وزش باد از جانب مناطق کوهستانی زاگرس موجب کاهش شدید دما و ریزش برف و باران می‌شود و در فصل تابستان با وزش بادهای گرم دشت‌های مرکزی دمای هوا افزایش می‌یابد.

## ساختار شهری

### شهرداری
شهرداری مبارکه در سال ۱۳۳۱ خورشیدی تأسیس شده است و علاوه بر هسته مرکزی شهر، محله‌های صفائیه، نصیر آباد، دهنو، سجادیه، محمدیه، نهچیر، سرارود، قلعه، درچه، قهنویه، شیخ‌آباد و اسماعیل ترخان را تحت پوشش قرار داده است. بافت جدید شهری در دو محله نصیر آباد و شهرک صفائیه گسترش یافته است.

### فضای سبز
شهر مبارکه دارای ۴۰۰ هکتار فضای سبز است و سرانهٔ فضای سبز برای هر نفر ۴۵ متر مربع است که از این حیث رتبه اول را بین شهرهای استان داراست و به همین علت به نگین سبز استان اصفهان شهرت یافته است.

### ترابری

#### مترو
در طرح کلانشهر اصفهان بزرگ، مبارکه یکی از شهرهایی است که در این طرح قرار می‌گیرد و به شبکه متروی اصفهان متصل می‌گردد. یکی از خطوط برون‌شهری مترو اصفهان با عبور از شهر بهارستان و مبارکه به مجتمع فولاد مبارکه و شهر جدید مجلسی ختم می‌گردد. این خط در شهرستان مبارکه ۷ ایستگاه و در شهر مبارکه ۲ ایستگاه خواهد داشت. این پروژه در مرحله آزادسازی زمین‌های مورد نیاز برای اجرای پروژه می‌باشد و بخش قابل توجهی از این آزادسازی انجام شده است.

#### پایانه مسافربری
مبارکه دارای یک پایانه مسافربری برون استانی است که در مجاورت محله سجادیه واقع شده است.

#### اتوبوس رانی
شرکت اتوبوس واحد شهری مبارکه علاوه بر خدمات رسانی در سطح شهر به سایر شهرها و روستاهای شهرستان نیز خدمات رسانی می‌کند. این شرکت دارای دو پایانه است. پایانه پارک سوار مخصوص اتوبوس‌های بین شهری است و پایانه دیگر مخصوص اتوبوس‌های درون‌شهری است.

#### تاکسی رانی
مبارکه دو پایانه تاکسی رانی دارد که یک پایانه مختص به تاکسی‌های درون‌شهری است و پایانه دیگر مختص به تاکسی‌های مسیر مبارکه_اصفهان می‌باشد.

### بوستان‌ها
- بوستان ساحلی سرارود
- پارک کوهستانی گل نرگس
- بوستان میدان دفاع مقدس
- پارک و شهربازی شهدای زینلی
- باغ بانوان مبارکه
- بوستان هشت بهشت
- بوستان نقاش باشی
- پارک لاله
- بوستان ساحلی اسماعیل ترخان
- بوستان امام زاده عزالدین محمد
- پارک شهدای جنگلبان صفائیه[۱۲]

### سینماها
- سینما فرهنگ (تعطیل شده)
- سینما ایران (تعطیل شده)

### اماکن ورزشی

#### ورزشگاه‌ها
- مجموعه ورزشی صفائیه (فولاد مبارکه سپاهان)
- ورزشگاه ۲۲ بهمن
- ورزشگاه تختی
- ورزشگاه کارگر
- ورزشگاه آزادی
- ورزشگاه شهدای قهنویه

#### سالن‌های ورزشی
- سالن خلیج فارس
- سالن ۲۲ بهمن
- سالن کوثر
- سالن الزهرا
- سالن پیروزی
- سالن ایثار

#### استخرها
- مجموعه ورزشی اسپینر
- استخر ابوذر
- استخر علقمه

## مراکز آموزش عالی
- دانشگاه آزاد اسلامی مبارکه
- دانشگاه آزاد اسلامی واحد علامه مجلسی
- دانشگاه پیام نور مبارکه
- دانشگاه علمی کاربردی مبارکه

## نگارخانه

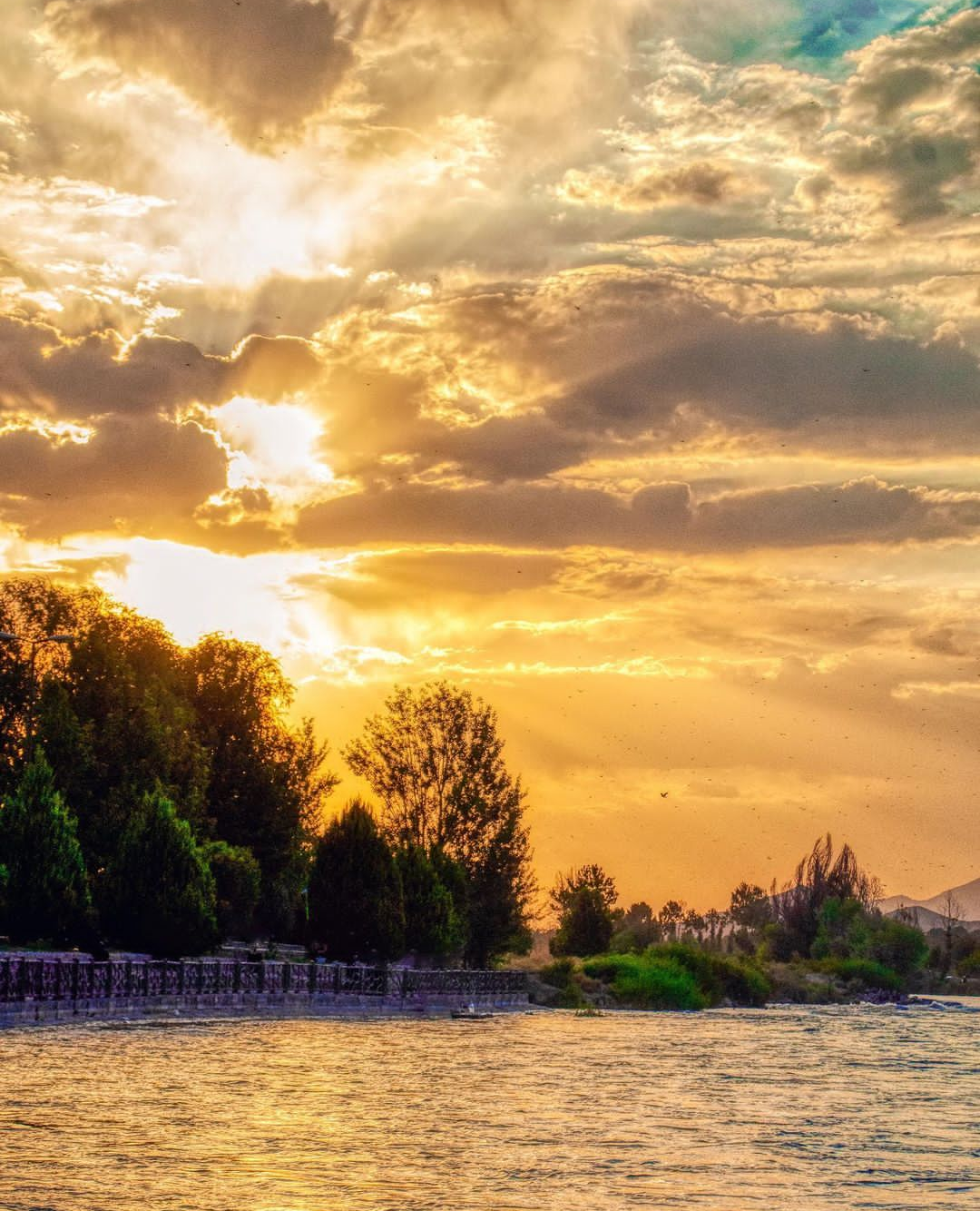
زاینده رود در مبارکه
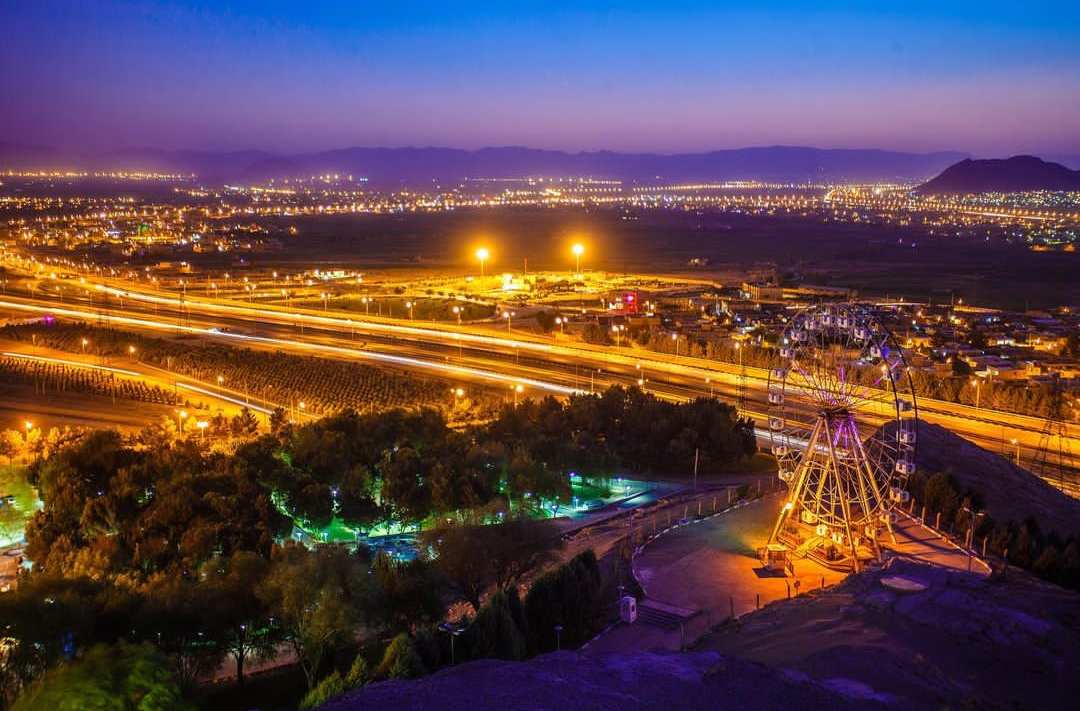
مبارکه در شب
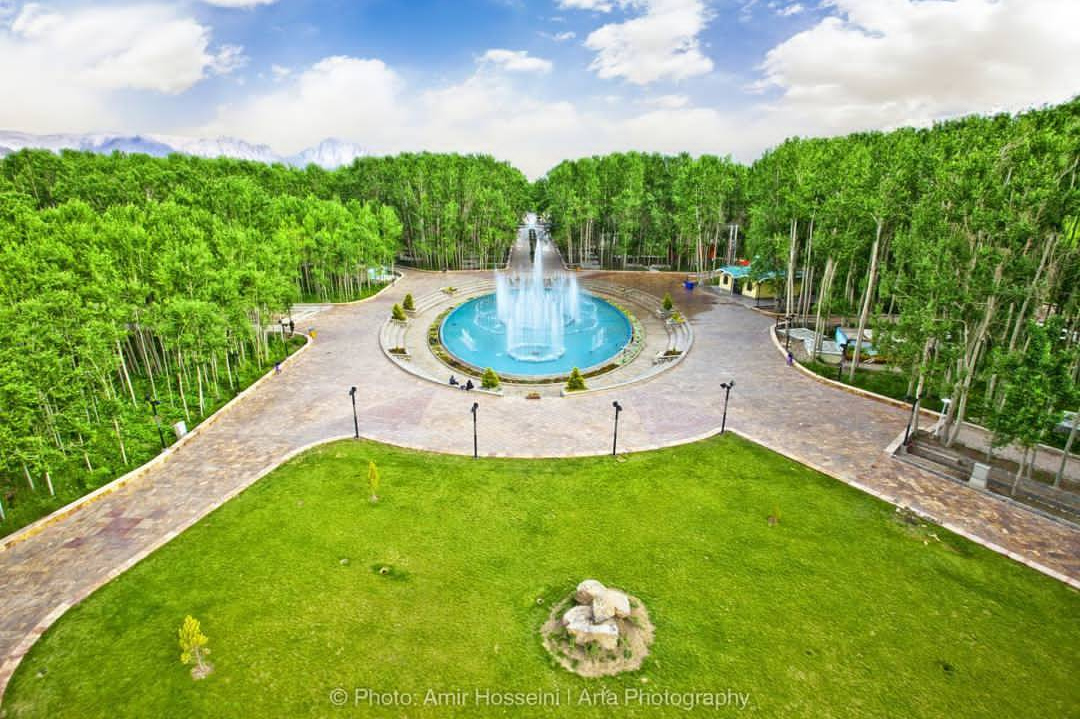
پارک ساحلی سرارود
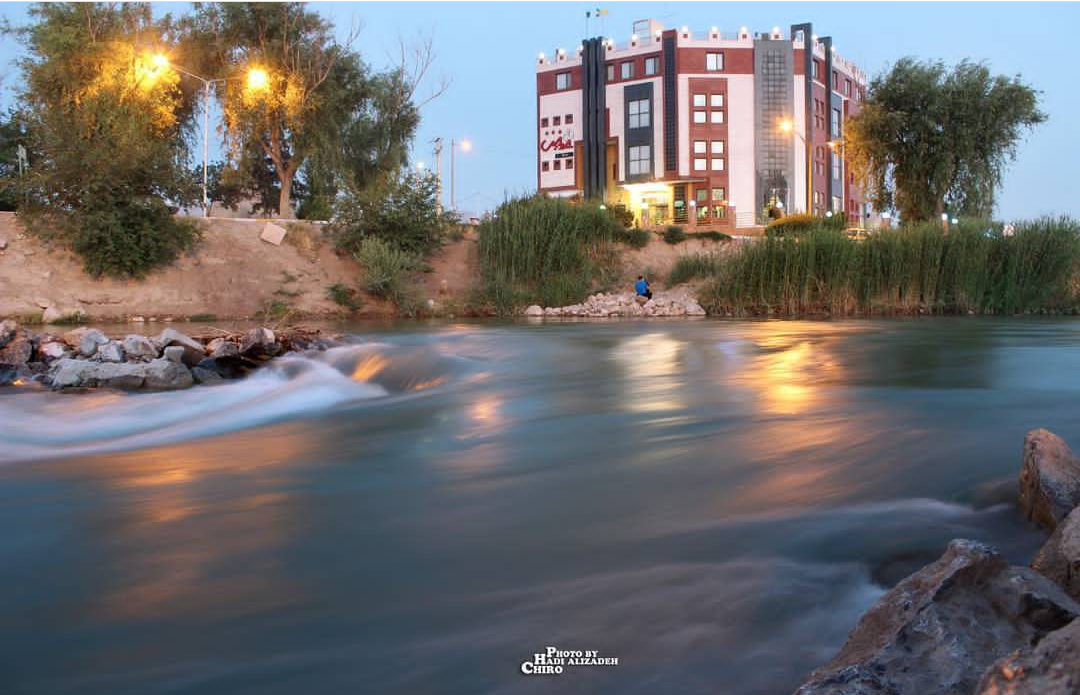
هتل پردیس مبارکه
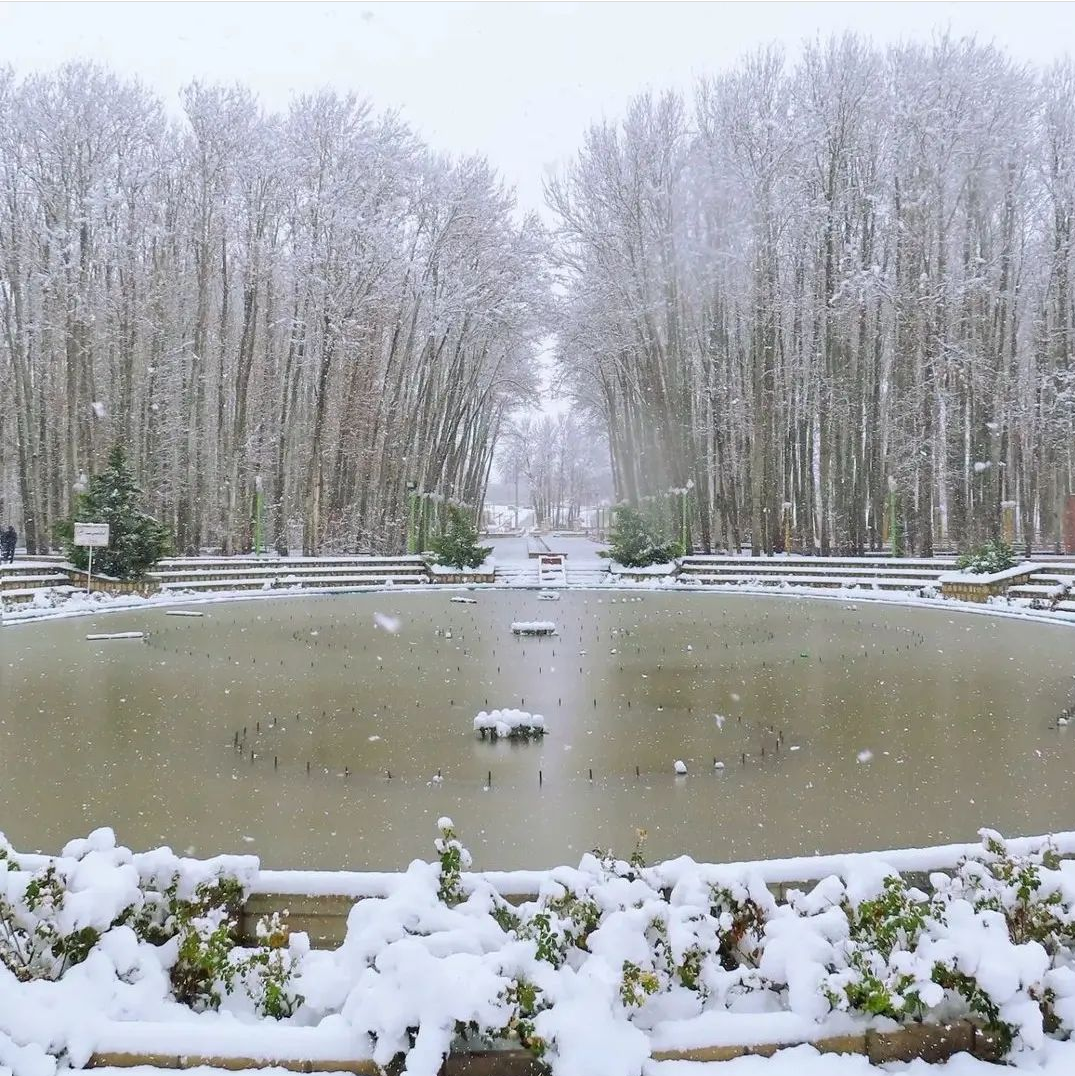
پارک سرارود در یک روز برفی